# Diocesi di Eucarpia
La diocesi di Eucarpia (in latino Dioecesis Eucarpensis) è una sede soppressa del patriarcato di Costantinopoli e una sede titolare della Chiesa cattolica.

## Storia
Eucarpia, identificabile con Emirhisar nell'odierna Turchia, è un'antica sede episcopale della provincia romana della Frigia Salutare nella diocesi civile di Asia. Faceva parte del patriarcato di Costantinopoli ed era suffraganea dell'arcidiocesi di Sinnada.
La diocesi è documentata nelle Notitiae Episcopatuum del patriarcato di Costantinopoli fino al XII secolo.
Sei sono i vescovi attribuiti a Eucarpia. Eugenio fu uno dei padri del primo concilio ecumenico celebrato a Nicea nel 325. Aussaniano prese parte al concilio di Costantinopoli del 381. Ciriaco intervenne al concilio di Calcedonia nel 451. Dionisio, pur se assente nelle liste delle presenze del sinodo di Costantinopoli del 536 convocato dal patriarca Mena, sottoscrisse la condanna di Antimo I e quella di Severo di Antiochia. Costantino I assistette al secondo concilio di Nicea nel 787. Costantino II infine partecipò al concilio di Costantinopoli dell'879-880 che riabilitò il patriarca Fozio di Costantinopoli.
Dal XVIII secolo Eucarpia è annoverata tra le sedi vescovili titolari della Chiesa cattolica; la sede è vacante dal 20 marzo 1978.

## Cronotassi

### Vescovi greci
- Eugenio † (menzionato nel 325)
- Aussaniano † (menzionato nel 381)
- Ciriaco † (menzionato nel 451)
- Dionisio † (menzionato nel 536)
- Costantino I † (menzionato nel 787)
- Costantino II † (menzionato nell'879)

### Vescovi titolari
- Baltazar Wilksycki † (12 aprile 1728 - prima del 1º giugno 1729 deceduto)
- Giovanni Antonio Cavedi, O.F.M. † (7 settembre 1729 - 3 marzo 1744 succeduto vescovo di Comacchio)
- Edmond Bennetat, M.E.P. † (22 settembre 1745 - 22 maggio 1761 deceduto)
- Ernest Johann Nepomuk von Herberstein † (16 febbraio 1767 - 14 febbraio 1785 confermato vescovo di Linz)
- Antonio De Rossi † (11 aprile 1785 - 18 dicembre 1786 nominato vescovo di Veroli)
- Giuseppe Corari † (3 agosto 1789 - prima del 29 marzo 1819 deceduto)
- Antonio Giuseppe de Oliveira † (29 marzo 1819 - 29 gennaio 1824 deceduto)
- Edward Barron † (2 marzo 1844 - 12 settembre 1854 deceduto)
- Carlo Delmonte, C.M. † (25 giugno 1869 - prima del 29 novembre 1869 deceduto ?)[8]
- Louis Mary (Michael) Fink, O.S.B. † (1º marzo 1871 - 22 maggio 1877 nominato vescovo di Leavenworth)
- Edouard Gasnier, M.E.P. † (28 marzo 1878 - 19 agosto 1888 nominato vescovo di Malacca)
- Manoel dos Santos Pereira † (26 giugno 1890 - 12 settembre 1893 nominato vescovo di Olinda)
- Giovanni Garigliano † (9 settembre 1911 - 22 marzo 1917 nominato vescovo di Biella)
- Ernst Karl Jakob Seydl † (30 settembre 1918 - 27 settembre 1952 deceduto)
- Giovanni Maria Sanna, O.F.M.Conv. † (1953 - 7 ottobre 1956 deceduto)
- João Batista Cavati, C.M. † (20 ottobre 1956 - 14 dicembre 1970 dimesso)
- Estêvão Cardoso de Avellar, O.P. † (6 agosto 1971 - 20 marzo 1978 nominato vescovo di Uberlândia)